# Jolo (Sulu)
Jolo is een gemeente in de Filipijnse provincie Sulu op het gelijknamige eiland Jolo. Bij de laatste census in 2007 had de gemeente ruim 140 duizend inwoners.

## Geografie

### Bestuurlijke indeling
Jolo is onderverdeeld in de volgende 8 barangays:
| - Alat - Asturias - Bus-bus - Chinese Pier - San Raymundo - Takut-takut - Tulay - Walled City |

## Demografie
Jolo had bij de census van 2007 een inwoneraantal van 140.307 mensen. Dit zijn 52.309 mensen (59,4%) meer dan bij de vorige census van 2000. De gemiddelde jaarlijkse groei komt daarmee uit op 6,65%, hetgeen hoger is dan het landelijk jaarlijks gemiddelde over deze periode (2,04%). Vergeleken met de census van 1995 is het aantal mensen met 63.359 (82,3%) toegenomen.

De bevolkingsdichtheid van Jolo was ten tijde van de laatste census, met 140.307 inwoners op 126,4 km², 1110 mensen per km².

## Bijzonderheden
In Jolo staat de Tulay-moskee, de grootste moskee in de provincie Sulu.

## Geboren in Jolo
- Leonor Orosa-Goquingco (24 juli 1917), danseres, choreograaf en Nationaal kunstenaar van de Filipijnen (overleden 2005);
- Kerima Polotan-Tuvera (16 december 1925), schrijver (overleden 2011)
- Nur Misuari (1942), militant politicus.